# Henri Schmidt
Pour les articles homonymes, voir Henri Schmidt (homme politique allemand).
Pour les articles homonymes, voir Schmidt.
Henri Schmidt est un homme politique français né le 6 juillet 1874 à Saint-Dié (Vosges) et mort le 26 octobre 1954 à Bonneval (Eure-et-Loir).

## Biographie
Henri Schmidt est né d'une famille d'origine alsacienne d'un père pharmacien installé à Saint-Dié depuis 1868 et optant en 1872 pour la France. Sa mère est la fille d'un Allemand réfugié en Alsace dans les années 1830 pour sa participation à mouvement libéral estudiantin. Ses deux parents sont protestants très croyants et pratiquants mais Schmidt lui-même ne l'est pas.
Il obtient son baccalauréat puis étudie à l'École supérieure de pharmacie de Nancy et il envisage de poursuivre une carrière universitaire mais préfère se lancer dans la vie politique.
Il participe au lancement dans les Vosges, dominées par les républicains progressistes et les nationalistes, du parti républicain démocratique proche du Bloc des gauches. Il fonde et préside le cercle de l'Union républicaine démocratique de l'arrondissement de Saint-Dié en 1903 qui rejoint le Parti radical. Schmidt participe aux différents congrès du Parti et devient délégué du comité exécutif. Il aide aussi à la création d'autres comités dans les Vosges et donne de nombreuses conférences. En 1904, il participe à la création et devient le vice-président de la Fédération républicain démocratique vosgienne qui regroupe tous les comités républicains du département s'affiliant au Parti radical. La même année, il rejoint la loge maçonnique de Saint-Dié, la Renaissance vosgienne créée l'année précédente.
Schmidt s'engage dans l'action sociale en fondant un vestiaire populaire et des restaurants « économiques » autour de Saint-Dié, notamment dans le but de combattre l'alcoolisme.
En 1905, il quitte son poste de préparateur à l'école de pharmacie de Nancy et reprend la pharmacie de son père à Saint-Dié. Il épouse la même année une professeure d'allemand du collège de jeunes filles de Saint-Dié, fille d'un inspecteur des chemins de fer d'origine alsacienne, Angèle Killbourg (1876-1940).
Schmidt se présente aux législatives de 1906 dans la seconde circonscription de l'arrondissement de Saint-Dié contre le député sortant Prosper Ancel-Seitz. De par son origine familiale, il est traité par la droite d'Allemand. Schmidt arrive second au premier tour et Ancel-Seitz se fait remplacer au second tour par l'ancien député Paul Marcillat, mais Schmidt parvient à être élu. Dans un contexte d'émergence du parti radical dans le département avec trois des sept sièges. Il s'inscrit au groupe de la Gauche radicale. En juillet, il devient conseiller général du canton de Gérardmer lors d'une élection partielle. À la Chambre, il est membre de la commission de l'hygiène publique et la sous-commission des boissons, il s'investit dans la lutte contre l'alcoolisme. En 1908, il fonde à Saint-Dié une section de la Ligue des droits de l'homme, qu'il préside.
En 1910, il se représente face à un progressiste et au socialiste Aimé Piton et parvient à être réélu au seconde tour après le désistement de ce dernier. La même année, il est réélu conseil général face au même Aimé Piton. Il est alors celui qui a les idées les plus à gauche dans le département. Durant cette législature, il vote pour la Loi des Trois ans et continua sa lutte contre l'alcoolisme en déposant deux propositions de loi en ce sens. En 1913, il est le seul député lorrain à participer à la conférence franco-allemande de Berne organisé par le Conseil national suisse le 18 mai. Après le congrès du Parti radical de Pau de cette même année, forçant à s'inscrire dans un seul groupe parlementaire, le groupe républicains radicaux-socialistes, il est le seul député vosgien à scissionner et à rester dans le groupe radical, malgré sa position assez avancée.
En 1914, il se représente avec un programme très à gauche pour les Vosges, en demandant notamment l'impôt sur le revenu ou l'instauration de la proportionnelle. Il fait une nouvelle fois face à Aimé Piton mais aussi à Joseph Sansbœuf, un architecte parisien d'origine alsacienne, ancien président de la Ligue des patriotes, mais proche de Léon Gambetta, et s'étant désolidarisé de la Ligue en 1887 face au boulangisme de Paul Déroulède. Il est en tête au premier tour puis est réélu au second face à ses deux même adversaires, Piton refusant de se retirer en raison du vote de Schmidt sur la loi des trois ans. Dans sa déclaration électorale, il insiste sur le progrès social et la défense de la nation. Il dépose encore plusieurs propositions de loi contre l'alcoolisme, notamment pour interdire la fabrication et la vente de l'absinthe.
Après la Première Guerre mondiale, il se représente au scrutin de liste mais n'est pas élu, étant en dernière place sur la liste d'Union républicaine démocratique. Il ne se représente pas aux cantonales suivantes. Il divorce ensuite de sa femme en 1932 et reste à Paris et reprend ses recherches en pharmacologie. Il se présente à nouveau en 1924 dans les Vosges et arrive cette fois en second sur la liste républicain du Cartel des gauches, mais seul Camille Picard est élu. Il renonce alors à toute vie politique. Il réside momentanément à Strasbourg avant de retourner une nouvelle fois à Paris. Il tombe gravement malade en 1943 et finit ses jours dans une maison de santé à Bonneval dans l'Eure-et-Loir. Ses obsèques protestantes ont été faites en toute intimité. Il a eu deux filles, dont la première, Élizabeth (1908-1986) est la première femme ordonnée pasteur en 1949, sa seconde fille, Simone (née en 1911) est devenue médecin.